# ¿Quién es quién? (telenovela)
¿Quién es quién? es una telenovela estadounidense producida por Telemundo Studios para Telemundo. Es una adaptación de la telenovela chilena Amores de mercado  producida en 2001.
Está protagonizada por Eugenio Siller, Danna Paola y Kimberly Dos Ramos, junto a Jonathan Islas, Guillermo Quintanilla y Sandra Destenave en los roles antagónicos; además de la actuación estelar de Laura Flores.

## Producción
Los elencos de la telenovela fue confirmada el 18 de agosto de 2015. La telenovela es filmada en varios locaciones como: Santa Mónica, California, Los Ángeles, Miami, Estados Unidos.
La telenovela se estrenó primero en México el 26 de octubre del 2015 por el canal Gala TV de Televisa. Su segundo estreno fue en República Dominicana el 7 de diciembre del 2015 por Telesistema. El estreno para Estados Unidos fue el 9 de febrero del 2016 por la cadena Telemundo. El estreno en Venezuela fue el 20 de noviembre del 2018 por Televen. El estreno en Bulgaria es el 5 de junio del 2019 por bTV Lady.

## Sinopsis
¿Quién es quién? centra su historia en dos hermanos gemelos separados al nacer. Ambos jóvenes tienen una vida muy distinta al otro. Pedro (Perico) es un mujeriego que vive con su madre, abuela y hermana. Él es humilde, simpático y pobre. Mientras Leonardo es rico, responsable y adicto al trabajo. Su único interés es ser el mejor en su trabajo. Él vive con su papá, a quien le tiene un gran rencor, y con su madrastra y dos hijos de ella. Ambos se reencontrarán en una situación inesperada y por un accidente sus identidades serán cambiadas.

## Elenco
- Eugenio Siller - Pedro "Perico" Pérez González / Leonardo Fuentemayor
- Danna Paola - Paloma Hernández
- Kimberly Dos Ramos - Fernanda Manrique / Isabella Fernanda Blanco[3]
- Laura Flores - Inés González
- Jonathan Islas - Ignacio Echánove +
- Carlos Espejel - Basilio Rebolledo
- Guillermo Quintanilla - Élmer "el Chamoy" Pérez López +
- Gabriel Valenzuela - Jonathan García +
- Sandra Destenave - Fabiola Carbajal de Fuentemayor
- Fernando Carrera - Humberto Fuentemayor
- Marisa del Portillo - Magdalena
- Maite Embil - Nora
- Isabella Castillo - Tania Sierra
- Silvana Arias - Socorro "la Cocó" Sánchez Reyes
- Gabriel Rossi - Rubén
- Armando Torrea - Santiago Blanco
- Alex Ruíz - Terminator "el Termi" Maldonado
- Oka Giner - Yesenia Pérez González
- Rubén Morales - Justino Hernández
- Isabel Moreno - Sara López Vda. de Pérez
- Kenya Hijuelos - Ivonne
- Sofía Reca - Renata Sandoval +
- Adrián Di Monte - Eugenio Hernández
- María del Pilar - Daniela Sandoval
- Daniela Wong - Constanza "Connie" Echánove Carbajal
- Daniella Macías - Guadalupe "Lupita" Miranda
- Fernando Pacanins - Melquiades
- Gisella Aboumrad - Hortensia "la Tencha" Ortiz
- Ezequiel Montalt - Armando Samaniego +
- Nicolás Maglione - Salvador Hernández "Cachito"
- Vince Miranda - Sebastián

## Premios y nominaciones

### Premios Tu Mundo
| Año  | Categoría             | Trabajo nominado             | Resultado |
| ---- | --------------------- | ---------------------------- | --------- |
| 2016 | Protagonista favorita | Danna Paola                  | Ganadora  |
| 2016 | La pareja perfecta    | Danna Paola y Eugenio Siller | Ganadores |
| 2016 | Protagonista favorita | Kimberly Dos Ramos           | Ganadora  |
| 2016 | La mejor cachetada    | Kimberly Dos Ramos           | Ganadora  |
| 2016 | La mala más buena     | Sandra Destenave             | Nominada  |

### Premios Kids Choice Awards México
| Año  | Categoría                 | Nominado (s)     | Resultado |
| ---- | ------------------------- | ---------------- | --------- |
| 2016 | Actriz favorita           | Danna Paola      | Ganadora  |
| 2016 | Serie o Programa favorito | ¿Quién es quién? | Ganadora  |

### Premios ASCAP 2017
| Categoría  | Nominado | Resultado |
| ---------- | --- | --------- |
| Televisión | Alexis Román Estiz y Alberto Slezynger "¿Quién es Quién?" interpretada por: Eugenio Siller, Danna Paola y Sito Rocks | Ganador   |

## Versiones
- Amores de mercado (2001), una producción de TVN, fue protagonizada por Álvaro Rudolphy y Ángela Contreras.

- Mia stigmi duo zoes (2007), una producción de Mega Channel.
- Pauwen en reigers (2008), una producción de RTV West.

- Mi gemela es hija única (2008), una producción de Telecinco, fue protagonizada por  Alejandra Lorente, Sabrina Praga y Carlos García.

- Como tú no hay dos (2020), una producción de Televisa protagonizada por Adrián Uribe, Claudia Martín y Estefanía Hinojosa, con Ferdinando Valencia y Aylín Mújica en los roles antagónicos.
- Nuevo Amores de mercado: Será una nueva adaptación chilena realizada por Mega, que compró los derechos a TVN a inicios de 2024. Está prevista a estrenarse en 2025 y será protagonizada por Pedro Campos, Francisca Walker, Simón Pešutić y Fernanda Salazar